# Благой Мавров
Благой Константинов Мавров (Мавродиев) е български педагог, лексикограф, художник, председател на Българската асоциация „Рьорих“ (1930 – 1934).

## Биография
Роден е през 1897 година в град Валовища, тогава в Османската империя, в семейството на видния български екзархийски учител Кочо Мавродиев и Параскева Мавродиева. Завършва музика в Рим (1918), философия и педагогика в Софийския университет (1923) и Отдела за изящни изкуства в Художествената академия в София (1929). От 1921 година преподава италиански и френски език в Българската музикална академия, от 1950 година е професор. В 1950 година оглавява новосъздадената катедра „Чужди езици“ за висшите училища по изкуствата – Музикалната академия, Държавното висше театрално училище и Художествената академия.
Мавров е автор на учебници по френски, италиански и турски език. Основният му труд е „Френско-български речник“ (1939, 3 допълнено издание 1959) с около 50 000 думи. Мавров работи и като художник и рисува предимно акварелни портрети и прави декоративните златни профили.
В 1930 година е сред учредителите на Българската асоциация „Рьорих“ и я оглавява до 1934 година. Организира през 1932 година изпращането на българска етнографска изложба (носии и бродерии) в Музея „Рьорих“ в Ню Йорк. Изложбата е показана и в Метрополитен музей.
През 1935 година заедно с Николай Райнов, Никола Трифонов и Петър Димков изследва богомилската литература в библиотеката на остров Малта.
Умира на 24 ноември 1967 година.

## Творчество
- Мавров, Благой. Френско-български разговорник. С произнош., прев. и обясн. С., Казанлъшка долина. печ. Воен. изд. фонд. 1939. 64 с. 5000 тир. 20 лв. – Период. библ. Практически разговорници. Българин в чужбина.
- Мавров, Благой. Френско-български речник. С., Казанлъшка долина. печ. Ст. развитие. 1939. VІІІ, 648 с. 5000 тир.
- Мавров, Благой. Динамична метода. Най-необходимото от английски език. 7 дни за напреднали. 7 седмици за начеващи. С. Синтез. печ. Воен. изд. фонд. 1938. 148 с. 45 лв.
- Мавров, Благой. Динамична метода. Най-необходимото от румънски език. С. Синтез. 1939. 144 с. 4000 тир. 2 изд. 1940 г. 4000 тир.
- Мавров, Благой. Динамична метода. Най-необходимото от руски език. С. Синтез. 1940. 160 с. 2500 тир. 45 лв.
- Мавров, Благой. Динамична метода. Най-необходимото от турски език. С. Синтез. 1939. 148 с. 2000 тир. 45 лв.
- Мавров, Благой. Най-необходимото от всекидневния говор. Италиански език. 7 дни за напреднали. 7 седмици за начеващи. С. Синтез. печ. Воен. изд. фонд. 1938. 144 с. 10000 тир.
- Мавров, Благой. Най-необходимото от всекидневния говор. Немски език. 7 дни за напреднали. 7 седмици за начеващи. С. Синтез. печ. Воен. изд. фонд. 1938. 164 с. 10000 тир.
- Мавров, Благой. Най-необходимото от всекидневния говор. Френски език. 7 дни за напреднали. 7 седмици за начеващи. С. Синтез. печ. Воен. изд. фонд. 1937. 143 с. 3000 тир. 2 изд. 1942. 3000 тир.

## Родословие
|  |  |                             |                             |                             |                             |                                    |                                    |                                    |                                    |                                    |                                    |                          |                          |                              |                              |                              |                              | Кочо Мавродиев               | Кочо Мавродиев               | Кочо Мавродиев | Кочо Мавродиев | Кочо Мавродиев                   | Кочо Мавродиев                   |                                  |                                  | Янинка Сарафова                  | Янинка Сарафова                  | Янинка Сарафова           | Янинка Сарафова           | Янинка Сарафова                 | Янинка Сарафова                 |                                 |                                 |                                  |                                  |                                  |                                  |                                  |                                  |  |  |  |  |  |  |
|  |  |                             |                             |                             |                             |                                    |                                    |                                    |                                    |                                    |                                    |                          |                          |                              |                              |                              |                              | Кочо Мавродиев               | Кочо Мавродиев               | Кочо Мавродиев | Кочо Мавродиев | Кочо Мавродиев                   | Кочо Мавродиев                   |                                  |                                  | Янинка Сарафова                  | Янинка Сарафова                  | Янинка Сарафова           | Янинка Сарафова           | Янинка Сарафова                 | Янинка Сарафова                 |                                 |                                 |                                  |                                  |                                  |                                  |                                  |                                  |  |  |  |  |  |  |
|  |  |                             |                             |                             |                             |                                    |                                    |                                    |                                    |                                    |                                    |                          |                          |                              |                              |                              |                              |                              |                              |                |                |                                  |                                  |                                  |                                  |                                  |                                  |                           |                           |                                 |                                 |                                 |                                 |                                  |                                  |                                  |                                  |                                  |                                  |  |  |  |  |  |  |
|  |  |                             |                             |                             |                             |                                    |                                    |                                    |                                    |                                    |                                    |                          |                          |                              |                              |                              |                              |                              |                              |                |                |                                  |                                  |                                  |                                  |                                  |                                  |                           |                           |                                 |                                 |                                 |                                 |                                  |                                  |                                  |                                  |                                  |                                  |  |  |  |  |  |  |
|  |  |                             |                             |                             |                             | Параскева Мавродиева (1870 – 1949) | Параскева Мавродиева (1870 – 1949) | Параскева Мавродиева (1870 – 1949) | Параскева Мавродиева (1870 – 1949) | Параскева Мавродиева (1870 – 1949) | Параскева Мавродиева (1870 – 1949) |                          |                          | Кочо Мавродиев (1860 – 1913) | Кочо Мавродиев (1860 – 1913) | Кочо Мавродиев (1860 – 1913) | Кочо Мавродиев (1860 – 1913) | Кочо Мавродиев (1860 – 1913) | Кочо Мавродиев (1860 – 1913) |                |                | Петър Мавродиев (около 1865 – ?) | Петър Мавродиев (около 1865 – ?) | Петър Мавродиев (около 1865 – ?) | Петър Мавродиев (около 1865 – ?) | Петър Мавродиев (около 1865 – ?) | Петър Мавродиев (около 1865 – ?) |                           |                           | Димитър Мавродиев (1853 – 1935) | Димитър Мавродиев (1853 – 1935) | Димитър Мавродиев (1853 – 1935) | Димитър Мавродиев (1853 – 1935) | Димитър Мавродиев (1853 – 1935)  | Димитър Мавродиев (1853 – 1935)  |                                  |                                  |                                  |                                  |  |  |  |  |  |  |
|  |  |                             |                             |                             |                             | Параскева Мавродиева (1870 – 1949) | Параскева Мавродиева (1870 – 1949) | Параскева Мавродиева (1870 – 1949) | Параскева Мавродиева (1870 – 1949) | Параскева Мавродиева (1870 – 1949) | Параскева Мавродиева (1870 – 1949) |                          |                          | Кочо Мавродиев (1860 – 1913) | Кочо Мавродиев (1860 – 1913) | Кочо Мавродиев (1860 – 1913) | Кочо Мавродиев (1860 – 1913) | Кочо Мавродиев (1860 – 1913) | Кочо Мавродиев (1860 – 1913) |                |                | Петър Мавродиев (около 1865 – ?) | Петър Мавродиев (около 1865 – ?) | Петър Мавродиев (около 1865 – ?) | Петър Мавродиев (около 1865 – ?) | Петър Мавродиев (около 1865 – ?) | Петър Мавродиев (около 1865 – ?) |                           |                           | Димитър Мавродиев (1853 – 1935) | Димитър Мавродиев (1853 – 1935) | Димитър Мавродиев (1853 – 1935) | Димитър Мавродиев (1853 – 1935) | Димитър Мавродиев (1853 – 1935)  | Димитър Мавродиев (1853 – 1935)  |                                  |                                  |                                  |                                  |  |  |  |  |  |  |
|  |  |                             |                             |                             |                             |                                    |                                    |                                    |                                    |                                    |                                    |                          |                          |                              |                              |                              |                              |                              |                              |                |                |                                  |                                  |                                  |                                  |                                  |                                  |                           |                           |                                 |                                 |                                 |                                 |                                  |                                  |                                  |                                  |                                  |                                  |  |  |  |  |  |  |
|  |  |                             |                             |                             |                             |                                    |                                    |                                    |                                    |                                    |                                    |                          |                          |                              |                              |                              |                              |                              |                              |                |                |                                  |                                  |                                  |                                  |                                  |                                  |                           |                           |                                 |                                 |                                 |                                 |                                  |                                  |                                  |                                  |                                  |                                  |  |  |  |  |  |  |
|  |  | Благой Мавров (1897 – 1967) | Благой Мавров (1897 – 1967) | Благой Мавров (1897 – 1967) | Благой Мавров (1897 – 1967) | Благой Мавров (1897 – 1967)        | Благой Мавров (1897 – 1967)        |                                    |                                    | Методи Мавров (1903 – ?)           | Методи Мавров (1903 – ?)           | Методи Мавров (1903 – ?) | Методи Мавров (1903 – ?) | Методи Мавров (1903 – ?)     | Методи Мавров (1903 – ?)     |                              |                              | Радомир Мавров               | Радомир Мавров               | Радомир Мавров | Радомир Мавров | Радомир Мавров                   | Радомир Мавров                   |                                  |                                  | Крум Мавродиев (1894 – ?)        | Крум Мавродиев (1894 – ?)        | Крум Мавродиев (1894 – ?) | Крум Мавродиев (1894 – ?) | Крум Мавродиев (1894 – ?)       | Крум Мавродиев (1894 – ?)       |                                 |                                 | Владимир Мавродиев (1890 – 1977) | Владимир Мавродиев (1890 – 1977) | Владимир Мавродиев (1890 – 1977) | Владимир Мавродиев (1890 – 1977) | Владимир Мавродиев (1890 – 1977) | Владимир Мавродиев (1890 – 1977) |  |  |  |  |  |  |
|  |  | Благой Мавров (1897 – 1967) | Благой Мавров (1897 – 1967) | Благой Мавров (1897 – 1967) | Благой Мавров (1897 – 1967) | Благой Мавров (1897 – 1967)        | Благой Мавров (1897 – 1967)        |                                    |                                    | Методи Мавров (1903 – ?)           | Методи Мавров (1903 – ?)           | Методи Мавров (1903 – ?) | Методи Мавров (1903 – ?) | Методи Мавров (1903 – ?)     | Методи Мавров (1903 – ?)     |                              |                              | Радомир Мавров               | Радомир Мавров               | Радомир Мавров | Радомир Мавров | Радомир Мавров                   | Радомир Мавров                   |                                  |                                  | Крум Мавродиев (1894 – ?)        | Крум Мавродиев (1894 – ?)        | Крум Мавродиев (1894 – ?) | Крум Мавродиев (1894 – ?) | Крум Мавродиев (1894 – ?)       | Крум Мавродиев (1894 – ?)       |                                 |                                 | Владимир Мавродиев (1890 – 1977) | Владимир Мавродиев (1890 – 1977) | Владимир Мавродиев (1890 – 1977) | Владимир Мавродиев (1890 – 1977) | Владимир Мавродиев (1890 – 1977) | Владимир Мавродиев (1890 – 1977) |  |  |  |  |  |  |
|  |  | Стефан Мавров               |                             |                             |                             |                                    |                                    |                                    |                                    |                                    |                                    |                          |                          |                              |                              |                              |                              |                              |                              |                |                |                                  |                                  |                                  |                                  |                                  |                                  |                           |                           |                                 |                                 |                                 |                                 |                                  |                                  |                                  |                                  |                                  |                                  |  |  |  |  |  |  |